# 古典言語
古典言語（こてんげんご）とは、古典文学に用いられた言語である。この場合の「古典」とは、年代として古く、亜流ではなく独自の源を持つ伝統を形成し、質量ともに充実したまとまりを擁するものを意味する (カリフォルニア大学バークレー校言語学者George L. Hartによる)。
時代を経るにつれ口語が多様化し古典の文語から変化していった結果として、こうした古典言語は母語話者が存在しないか (w:Language deathを参照) 、高度のダイグロシアを伴うことが多くなっている。

## 古典学における古典言語
西洋古典学における最狭義、すなわちそれ本来のヨーロッパ中心主義のコンテクストにおいては、「古典言語 ("the Classical Languages")」とは、西洋文明の基盤を成すところの古典古代のギリシア語・ラテン語の文語である。
一方でエドワード・サピアは Language (1921) において、全世界的な文化における重要性に鑑み、このリストに中国語やアラビア語、サンスクリットを加えている。
教育を受けた日本人にとって、内容を伴う文章の作成には漢文由来の要素を用いることがほぼ不可欠である。シャム語（タイ語）・ビルマ語・カンボジア語には明確にサンスクリット、そして何世紀も前に仏教とともに移入されたパーリ語の名残が認められる。そして学校におけるラテン語・ギリシア語教育の是非を議論する際でも、その議論はローマやアテネから伝わった語彙に裏打ちされている。これらの事実は、古代中国文化、仏教、そして古の地中海文明が世界史にいかに重要な意味を有していたかを示唆している。文化の媒体として圧倒的な重要性をもつに至ったのは中国語（漢文）、サンスクリット、アラビア語、ギリシア語、ラテン語のただ五つの言語なのである。これらと比較すると、ヘブライ語やフランス語といった文化的に重要な言語でさえその地位は副次的なものとなる。

この観点では、古典言語は長期にわたり幅広い影響を持つ言語であり、その影響は、もはや単なる原言語の日常語化とは言えないまでに変化したものにも及ぶ。またある言語で案出された新語が別の言語をルーツにしているときは (例えば多くのヨーロッパの言語において telephone のような新語はギリシャ語やラテン語を下敷きにしている) 、この別の言語が古典言語であるという徴候となる。
これに対し、現在も用いられている言語のうちで広範な影響力を持つものは「世界言語 (w:world language) 」と呼ばれている。

## 一般的用法
以下に列挙する言語は通例「古典」の段階にあると捉えられているものである。このような段階は時間的限界があり、それが回顧的に文学的「黄金時代」と考えられているようになるならば、「古典的である」とみなされる。したがって、古典ギリシア語は紀元前5世紀から4世紀にかけてのアテナイの言語であり、それ自体はギリシア語全体からみたさまざまな変種の、単なるちいさな部分集合に過ぎない。「古典」期は通例、「古代」の後に続く文学の開花の時期と対応する (たとえば古ラテン語の後に続く古典ラテン語、原シュメール語の後に続く古シュメール語、ヴェーダ語の後に続くサンスクリット、古代ペルシア語の後に続く中世ペルシア語)。これはある程度用語にかかわる問題であり、たとえば上古中国語は古典中国語に先行するものというよりは古典中国語にふくまれるものとして捉えられる。いくつかの事例では、アラビア語やタミル語のように「古典」の段階が最古の文語の資料と一致する場合もある。

### 古代オリエント
| 古シュメール語 | シュメールの文語   | 約紀元前26世紀 - 紀元前23世紀 |                            |
| 中エジプト語   | 古代エジプトの文語 | 約紀元前20世紀 - 4世紀        |                            |
| 古バビロニア語 | アッカドの言語     | 約紀元前20世紀～紀元前16世紀  | 後の文芸作品の模範となった |

### 古典古代
| 古典ヘブライ語   | タナハの言語、特に「預言者」     | 約紀元前7世紀 - 紀元前6世紀 |                        |
| 古典中国語       | 周の文語に基づく                 | 約紀元前5世紀               |                        |
| 古典ギリシア語   | アッティカ方言                   | 紀元前5世紀                 |                        |
| サンスクリット   | パーニニによって定義された文法   | 約紀元前4世紀               |                        |
| 古カンナダ語     | アショーカ王朝の言語             | 4世紀.                      |                        |
| 古典ラテン語     | 文語                             | 紀元前1世紀                 |                        |
| 古典タミル語     | サンガム文学                     | 約紀元前1世紀～4世紀        | w:Tolkāppiyamによる    |
| 古典マンダ語     | マンダ教におけるアラム語の文語   | 1世紀                       |                        |
| シリア語         | シリア教会におけるアラム語の文語 | 3世紀 - 5世紀               |                        |
| 中世ペルシア語   | サーサーン朝の宮廷言語           | 3世紀～7世紀                |                        |
| 古典アルメニア語 | 証明されている最古のアルメニア語 | 5世紀                       | 文語としては18世紀まで |

### 中世
| 古典アラビア語     | クルアーンの言語に基づく               | 7世紀              |
| 近世ペルシア語     | 古典ペルシア文学の言語                 | 9世紀 - 17世紀     |
| 日本語の文語       | 平安時代の文学から派生した言語         | 10世紀 - 12世紀    |
| 古典テルグ語       | 東チャールキヤ朝の文学から派生した言語 | 10世紀または11世紀 |
| 古典アイスランド語 | サガの文体                             | 13世紀             |
| 古典ゲール語       | スコットランド・ゲール語の文語         | 13世紀～18世紀     |

### 近世
| 初期近代英語   | 欽定訳およびシェイクスピアの文体 | 16世紀 - 17世紀 |
| 古典オスマン語 | オスマン帝国の詩や行政文書の文体 | 16世紀 - 19世紀 |

### 新世界
| 古典マヤ語     | 成熟したマヤ文明の言語           | 3世紀 - 9世紀   |
| 古典ケチュア語 | インカ帝国のリングワ・フランカ   | 16世紀          |
| 古典ナワトル語 | 中央メキシコのリングワ・フランカ | 16世紀          |
| 古典キチェ語   | グアテマラ                       | 16世紀          |
| 古典トゥピ語   | ブラジル                         | 16世紀 - 18世紀 |